# Girringun National Park
Girringun National Park är en park i Australien. Den ligger i delstaten Queensland, omkring 1 300 kilometer nordväst om delstatshuvudstaden Brisbane. Girringun National Park ligger 151 meter över havet.
Runt Girringun National Park är det mycket glesbefolkat, med 6 invånare per kvadratkilometer.. Det finns inga samhällen i närheten.
I omgivningarna runt Girringun National Park växer i huvudsak städsegrön lövskog.  Genomsnittlig årsnederbörd är 1 260 millimeter. Den regnigaste månaden är februari, med i genomsnitt 317 mm nederbörd, och den torraste är september, med 6 mm nederbörd.